# Bucha (Knau)
Bucha is een plaats en voormalige gemeente in de Duitse deelstaat Thüringen, en maakt deel uit van de Saale-Orla-Kreis.
Bucha telt  inwoners.
Bucha werd op 1 januari 2019 opgenomen in de gemeente Knau.

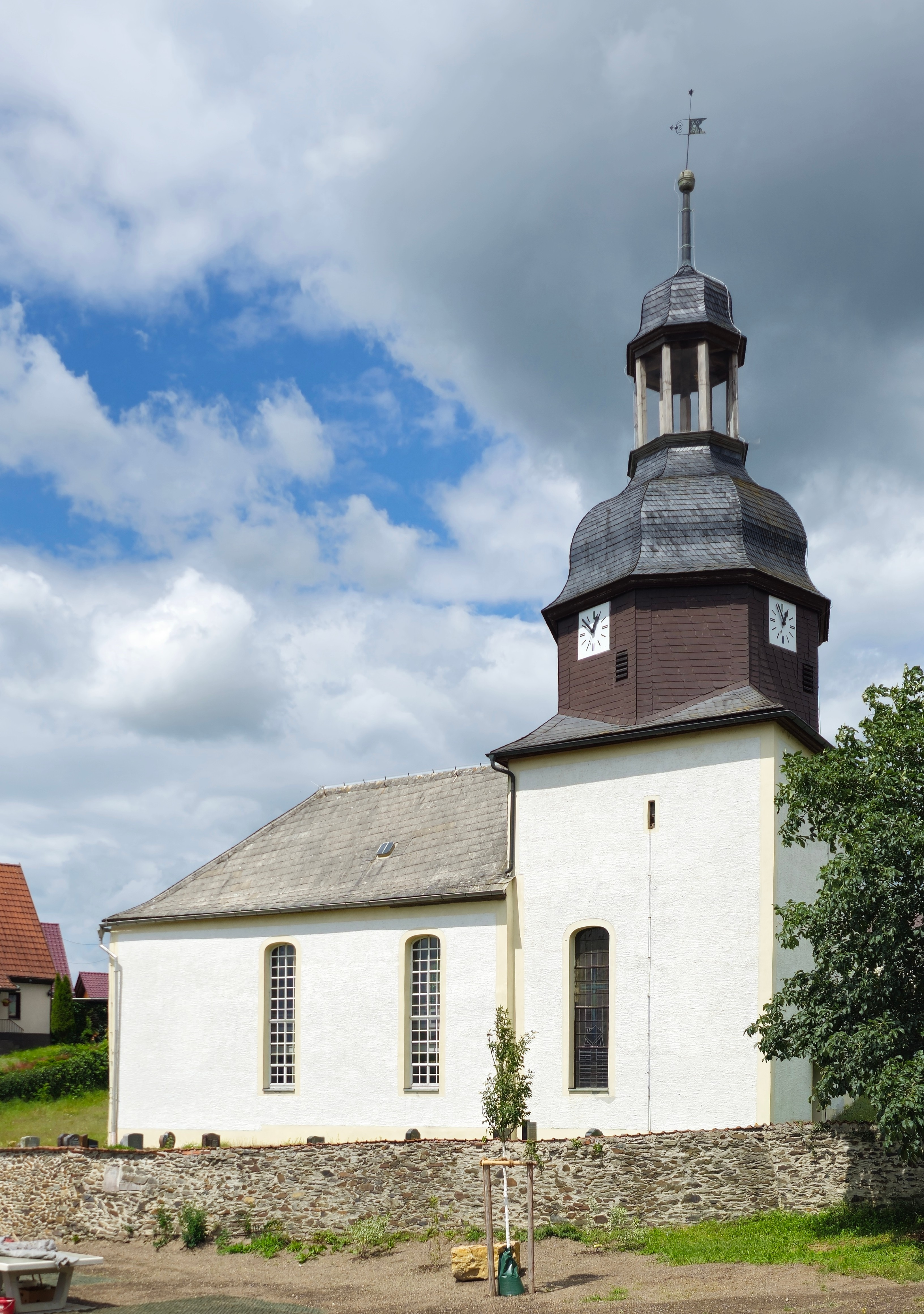
Dorpskerk